# Kaciaryna Jarmolicz
Kaciaryna Jarmolicz (biał. Кацярына Ярмоліч; ur. 2 czerwca 1990) – białoruska wioślarka.

## Osiągnięcia
- Mistrzostwa Świata Juniorów – Linz 2008 – dwójka bez sternika – 3. miejsce[1].
- Mistrzostwa Europy – Ateny 2008 – ósemka – 3. miejsce[1].